# Dorien DeTombe
Dorothea Jacqueline (Dorien) DeTombe (Holanda, 1947), es una socióloga holandesa, y la madre fundadora del campo "Metodología para la complejidad social". Es una experta reconocida internacionalmente en el campo del manejo de problemas y asuntos sociales complejos. Desarrolló la metodología COMPRAM (Metodología de Manejo de Problemas Complejos), metodología multidisciplinar enfocada a la toma de decisiones políticas. Estudió ciencias sociales e informática, y recibió su doctorado en el campo de la Metodología para Problemas Sociales Complejos.

## Biografía
Dorien estudió Ciencias Sociales e Informática, pasando gran parte de su carrera principal como científica en la Universidad de Utrecht y en la Universidad Tecnológica de Delft, de 1988 a 2015, en los Países Bajos. Más tarde, recaló como profesora en la Universidad de Sichuan, Chengdu, China. Recibió su doctorado en el campo de la Metodología para Problemas Sociales Complejos, y es una reconocida investigadora en ese campo tanto a nivel nacional como internacional.
Su tema de investigación es la formulación de políticas para problemas sociales complejos, tales como desastres naturales, riesgos, cambio climático, problemas agrícolas, crisis crediticia, planificación a futuro o terrorismo. Además de haber publicado bastantes libros sobre su especialidad y más de ciento cincuenta artículos, imparte conferencias sobre este tema como profesora visitante y congresos de todo el mundo. Además, es organizadora de conferencias anuales sobre esta metodología, así como editora de varias revistas del sector. Es presidenta de la Sociedad Internacional sobre Metodología de la Complejidad Social, del Grupo de Trabajo Euro de Investigación Operativa sobre Metodología de la Complejidad Social, del Grupo de Trabajo de Europa Occidental sobre Metodología de la Complejidad Social, del Complejo del Grupo de Investigación Holandés para Problemas y Cuestiones Sociales (Nosmo), así como secretaria del Grupo de Investigación de Simulación Nosmo.
Dorien es la madre fundadora de este campo, y desarrolladora de la metodología COMPRAM (Metodología para el Manejo de Problemas Complejos). Se trata de una metodología creada para apoyar en el manejo de problemas sociales complejos, que se basa en la idea de que este tipo de problemas deben manejarse de manera cooperativa y ser guiados por una persona facilitadora. Se basa en la idea de que, el conocimiento, las emociones y el poder son elementos básicos en el manejo de estos problemas. Y que en el proceso de manejo de estos es fundamental la comunicación entre los miembros del equipo de este modelo de siete capas. Parte de la base de que, las personas que se dedican a la política abordan erróneamente los problemas sociales complejos, como si fueran problemas monodisciplinarios y relativamente sencillos de resolver. Entonces, al sacar conclusiones directamente, pasan por alto la complejidad de los problemas en el proceso de la toma de decisiones.
Esta metodología, tiene como objetivo orientar el proceso de manejo de problemas sociales para analizar, tomar decisiones e implementar actuaciones de manera adecuada, democrática y eficiente. Mediante un enfoque multidisciplinar y multiactor que incluye los aspectos emocionales. La OCDE, en 2006, aconsejó a los gobiernos que utilizaran esta metodología para el manejo de problemas sociales complejos que amenacen la seguridad glbola, así como a las universidades, para que incluyeran en sus disciplinas temario de este campo.

## Premios y reconocimientos
- Dorien ha sido invitada a impartir numerosas conferencias como profesora visitante, además de congresos de todo el mundo.[6]
- Su metodología COMPRAM, fue recomendada por la OCDE, en 2006, para que los gobiernos la utilizaran en el manejo de problemas de complejidad social.[5]

## Obras

### Libros[2]
- DeTombe, Dorien (1994). Defining complex interdisciplinary societal problems. A theoretical study for constructing a co-operative problem analyzing methodology: the methodology COMPRAM. Amsterdam: Thesis publishers Amsterdam (thesis). ISBN 90-5170-302-3.
- DeTombe, Dorien J; van Dijkum, Cor, eds. (1996). Analyzing Societal Problems. A Methodological Approach. Mering: Rainer Hampp Verlag. ISBN 3-87988-189-8.
- DeTombe, D.J.; Stuhler, E., eds. (1999). Complex Problem Solving; Methodological Support for Societal Policy Making. Research on Cases and Theories. 6. Munchen/Mering: Hampp Verlag. ISBN 3-87988-356-4.
- DeTombe, Dorien (2003). "Handling Complex Societal Problems (Applied on the Aids/HIV Problem)". In Becker, Henk; Vanclay, Frank (eds.). International Handbook of Social Impact Assessment Conceptual and Methodological Advances. Edward Elgar Publishers. pp. 296–315. ISBN 1-84064-935-6.

### Selección de artículos publicados[7]
- DeTombe, Dorien J (16 de enero de 2001). DeTombe (ed.). "Compram, a Method for Handling Complex Societal Problems". European Journal of Operational Research. 128 (2): 266–282. doi:10.1016/s0377-2217(00)00070-9.
- DeTombe, Dorien J. "Complex societal problems in operational research." European Journal of Operational Research 140.2 (2002): 232-240.